# تنگه لوزون

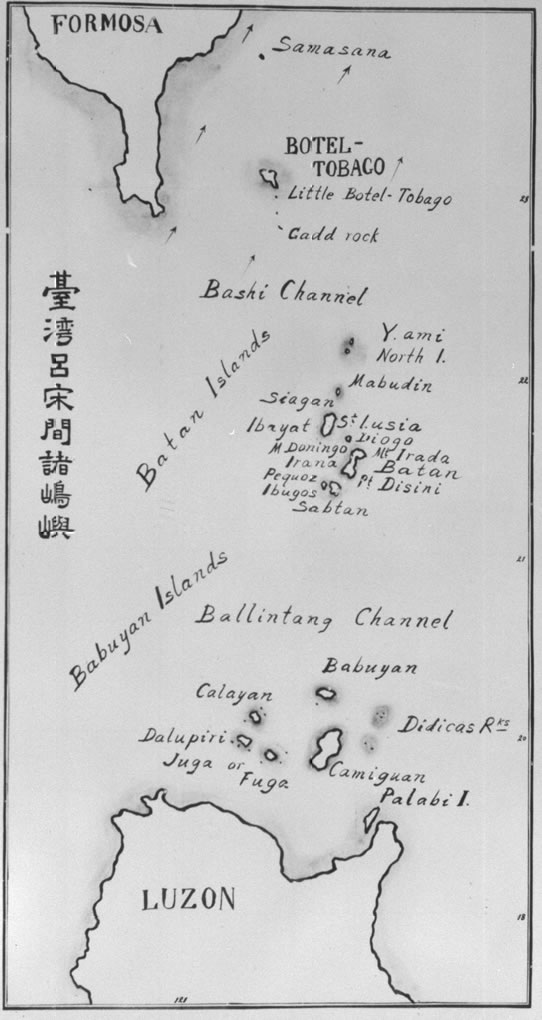
یک نقشه قدیمی ژاپنی از تنگه لوزون

تنگه لوزون (به فیلیپینی: Kipot ng Luzon) یک تنگه بین تایوان و جزیره لوزون در فیلیپین است. این تنگه دریای فیلیپین را به دریای جنوبی چین در غرب اقیانوس آرام وصل می‌کند. لوزون یک تنگه مهم برای ترابری و ارتباطات است. بسیاری از کشتی‌های آمریکایی برای رفتن به بندرهای شرق آسیا از این تنگه عبور می‌کنند. بسیاری از کابل‌های ارتباطی زیردریایی از این تنگه عبور کرده‌اند. این کابل‌ها خدمات مکالمه راه دور و داده‌ها را به چین، هنگ کنگ، تایوان و ژاپن را انجام می‌دهند.

## توصیف
تنگه لوزون تقریباً ۲۵۰ کیلومتر (۱۶۰ مایل) عرض دارد که شامل تعدادی از جزایر متعلق به فیلیپین است و این تنگه به تعدادی تنگه کوچکتر تقسیم می‌شود. برخی از بزرگترین امواج اقیانوسی جهان در شمال تنگه و در مواقعی با ارتفاع بیش از ۱۷۰ متر ایجاد می‌شود که ناشی از جزر و مد و جریان اقیانوس است. این امواج یا جریان‌ها در زیر آب هستند و به ندرت سطحی می‌شوند، بنابراین خطری برای حمل و نقل ندارند. البته گاهی اوقات برای ماهواره‌ها هم قابل رویت هستند.

## تاریخچه
تنگه لوزون در طول جنگ جهانی دوم یک مسیر تهاجمی برای ژاپنی‌ها بود. در ۸ دسامبر ۱۹۴۱ نیروهای امپراتوری ژاپن در باتانس فرود آمدند. در ۱۰ دسامبر آن‌ها مشغول به ساخت یک پایگاه هواپیمای آب‌نشین شدند. در همان دوران زیردریایی‌های ایالات متحده آمریکا به شکار زیردریایی‌های ژاپنی می‌پرداختند.